# ホルベイン画材
ホルベイン画材（ホルベインがざい）は、大阪市中央区に所在する画材の総合メーカー。ホルベインブランドの他、スイスの画材ブランドのカランダッシュ、ドイツの製図用品ブランドのロットリングの日本での正規代理店。1900年創業。

## 社名の由来
ハンス・ホルバインに由来する。

## 関連会社
- ホルベイン工業株式会社
- ホルベインラボ株式会社

過去に存在した関連会社
- ホルベイン画布株式会社